# Topal Izzet Mehmed Pacha
Pour les articles homonymes, voir Izzet Pacha.
Topal Izzet Mehmed Pacha (en turc : Topal İzzet Mehmet Paşa), né en 1792 et mort en 1855, est un homme d'État ottoman ayant exercé deux fois la fonction de grand vézir (la deuxième fois à l'époque des Tanzimat).